# Perdonen la tristeza
Joaquín Sabina. Perdonen la tristeza es una biografía sobre el cantautor Joaquín Sabina escrita por el periodista y escritor Javier Menéndez Flores. 
El libro abarca desde la llegada al mundo del cantante y compositor hasta la publicación de su disco 19 días y 500 noches, y recoge múltiples anécdotas musicales, literarias, políticas y sentimentales. 
Cuenta con un apartado en el que escritores como Antonio Muñoz Molina, Manuel Vázquez Montalbán y Joaquín Leguina, músicos como Joan Manuel Serrat, Luis Eduardo Aute, Andrés Calamaro y Miguel Ríos, y actores como José Sacristán y Juan Echanove escriben sobre el cantautor.
Incluye un epílogo escrito por el propio Joaquín Sabina, Besar al mensajero. 
El cantautor llegó a declarar a propósito de esta obra: 

A mí se me había olvidado mi vida y Javier Menéndez Flores me la ha recordado. He leído el libro con placer.
Joaquín Sabina, "Joaquín Sabina. Perdonen la tristeza"

Todo un éxito de ventas, Perdonen la tristeza alcanzó 21 ediciones en formato trade y superó la docena en formato de bolsillo, con más de doscientos mil ejemplares vendidos.
El título del libro hace referencia a un verso de un texto del poeta peruano César Vallejo, uno de los autores predilectos de Sabina, titulado "Fue domingo en las claras orejas de mi burro..."  que pertenece a su libro póstumo Poemas humanos, publicado en 1939.